# Större sälgfly
Större sälgfly, Orthosia incerta, är en fjärilsart som beskrevs av Johann Siegfried Hufnagel 1766. Större sälgfly ingår i släktet Orthosia och familjen nattflyn, Noctuidae. Artens utbredningsområde sträcker sig från Europa till östra Ryssland och Japan. Arten är reproducerande och har livskraftiga, LC, populationer i både Sverige och Finland. Den förekommer inte i norra Fennoskandia men uppträder i Alperna ända upp till 2000 meter över havet.

## Bildgalleri

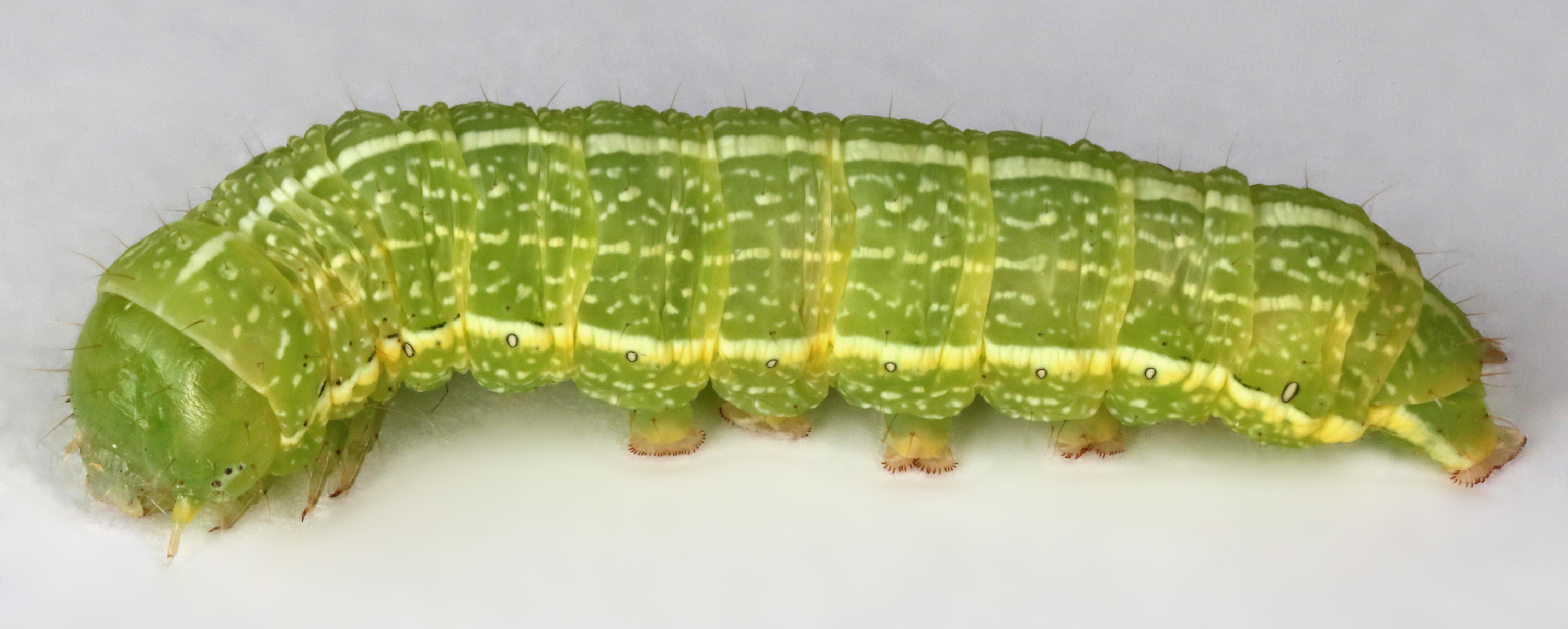
Fjärilens larv
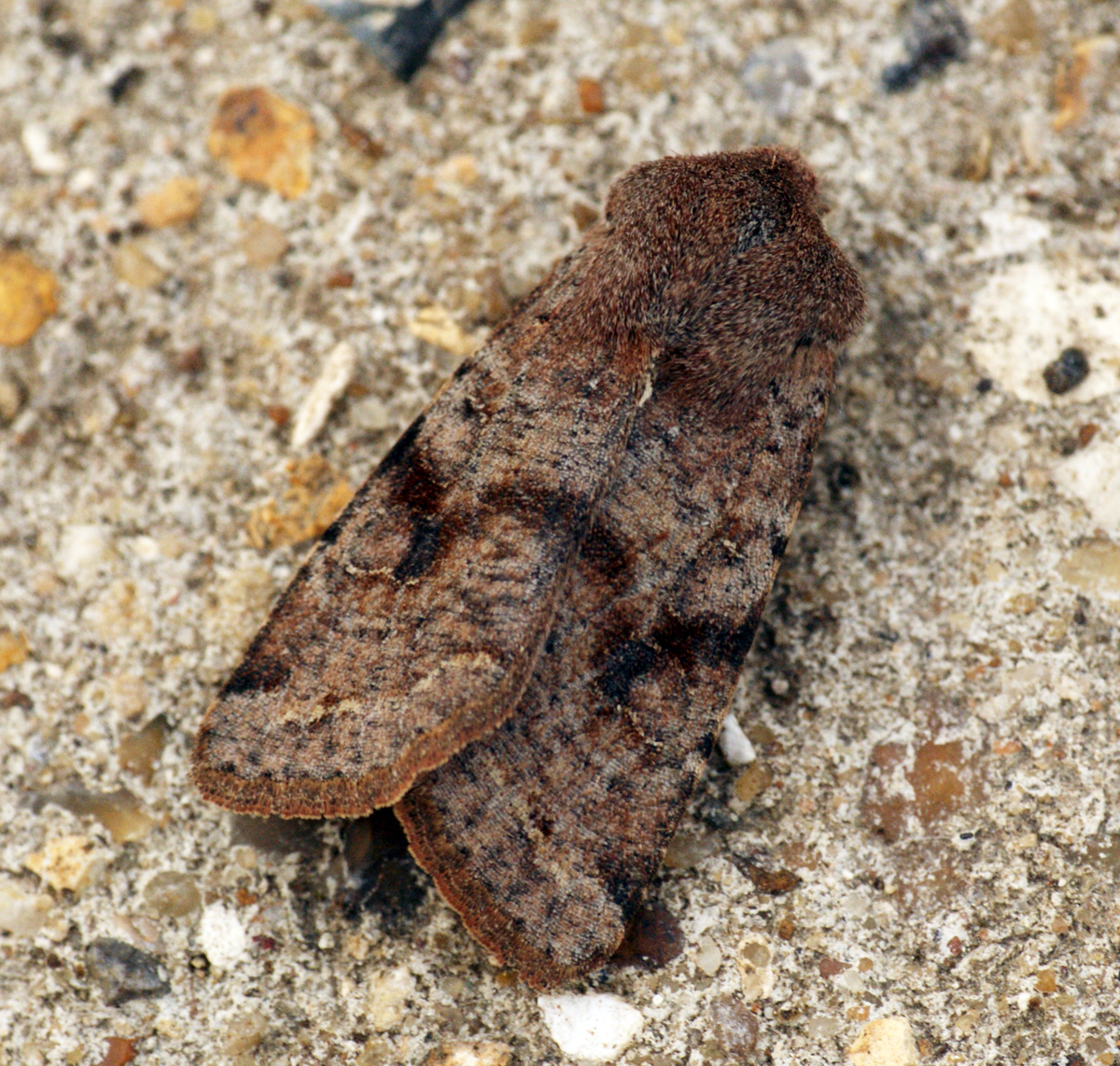
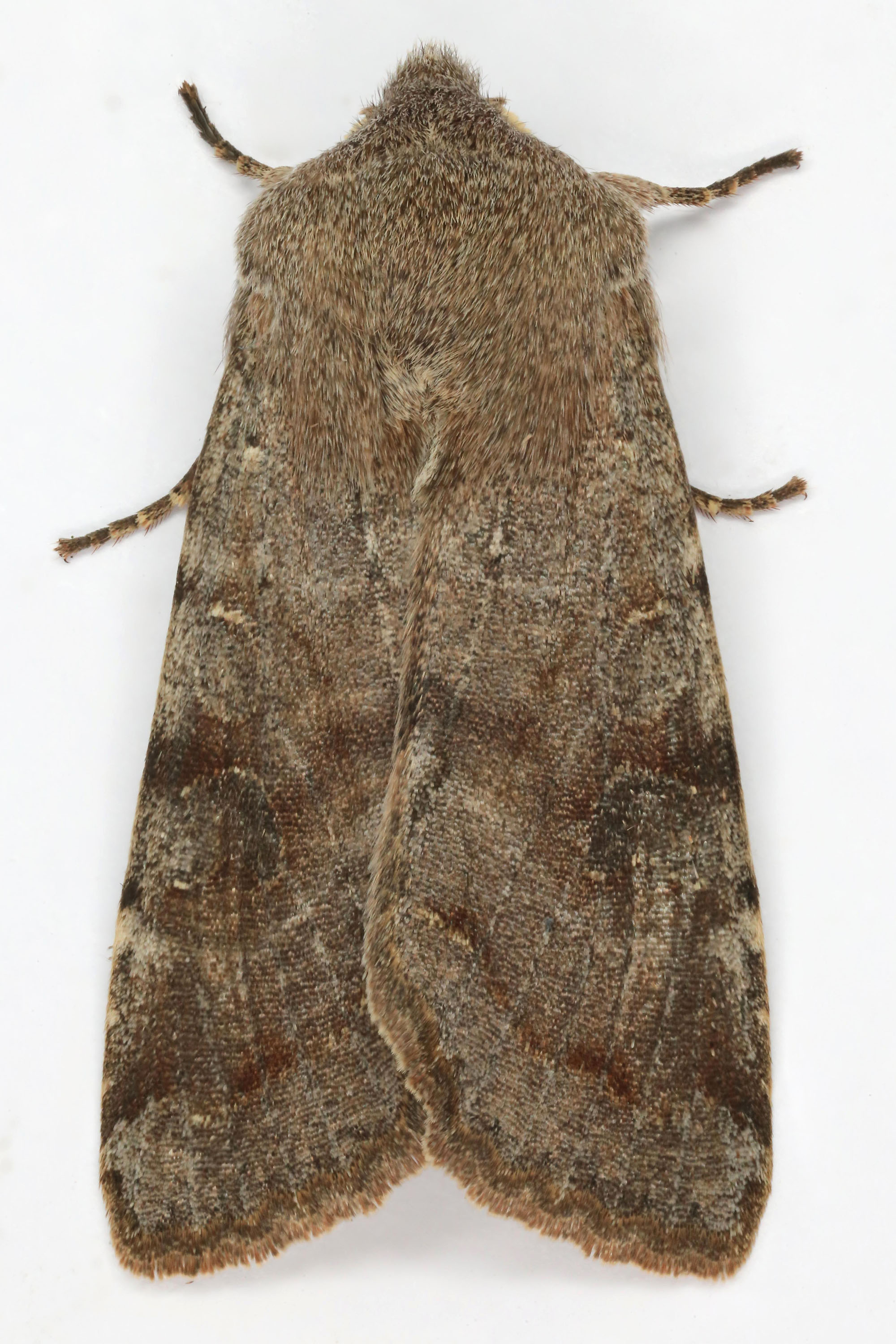
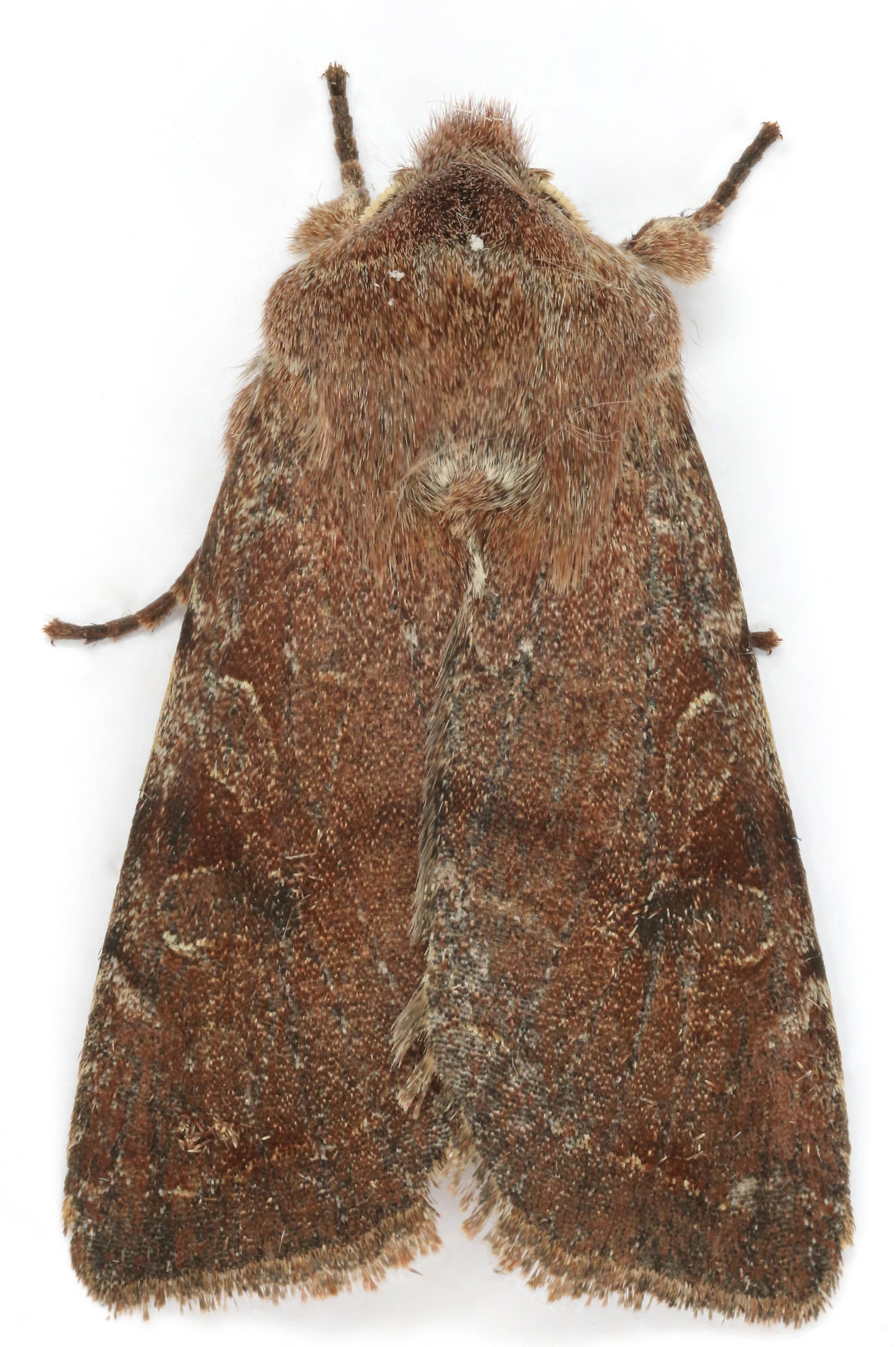
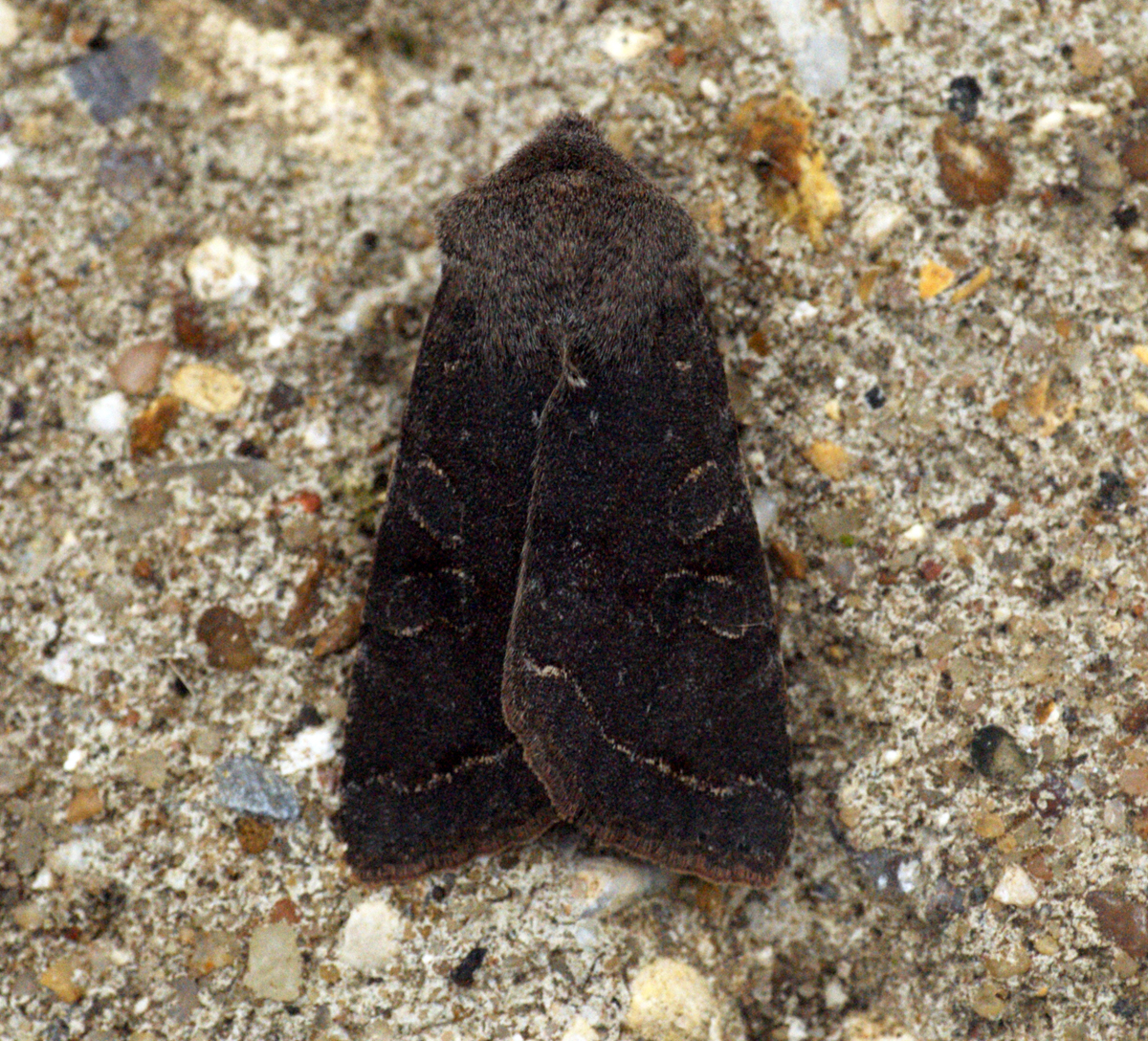
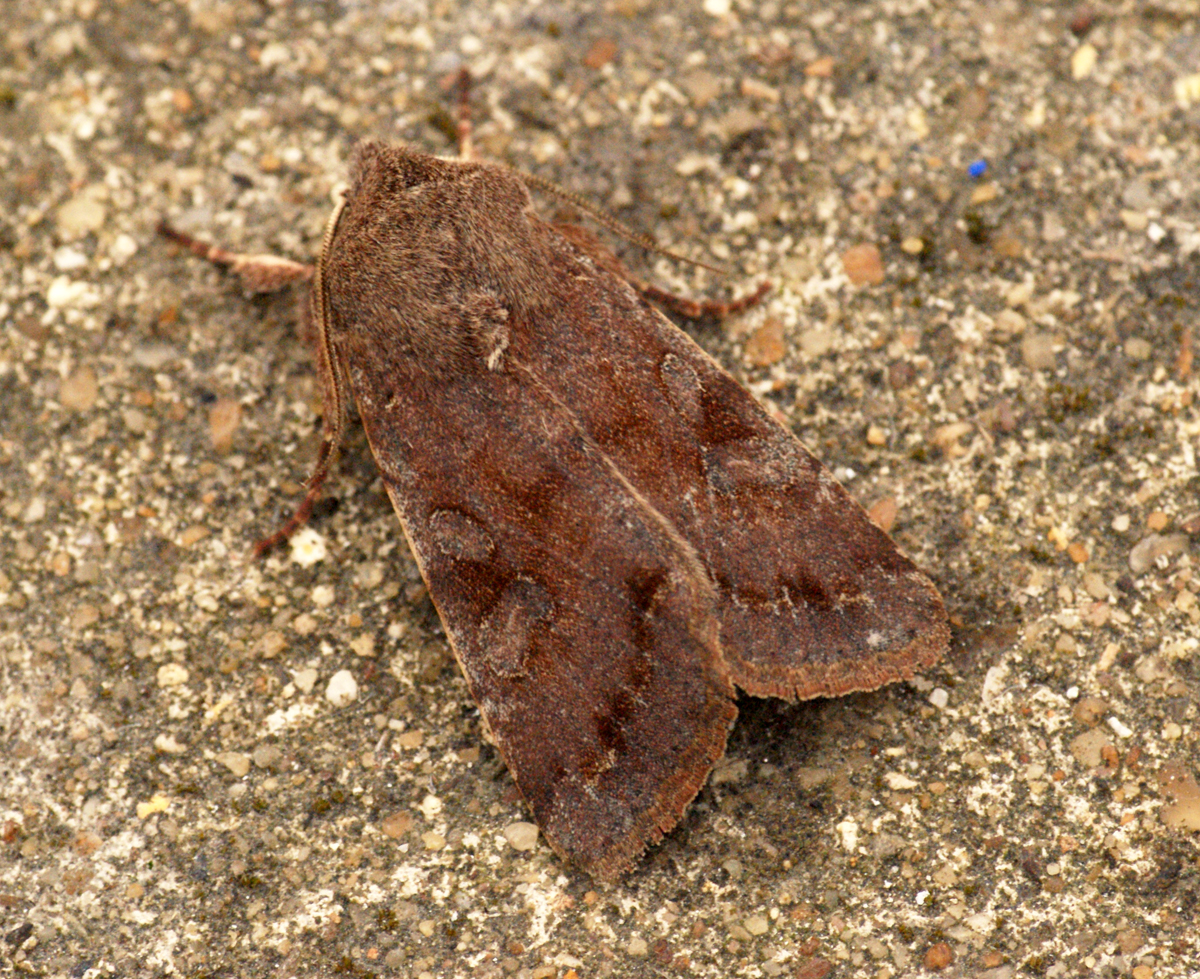